# Застава 10
Застава 10 је последњи модел аутомобила који се производио, најпре, у погонима Фијата, а затим у Застави из Крагујевца од 2006. до 2008. године.

## Историјат
Представљена је на салону аутомобила у Београду марта 2006. године. Правила се по лиценци модела пунто друге генерације италијанске компаније Фијат. Застава 10 је заснована на редизајнираној верзији пунта из 2003. године. Разлика између прве серије пунта II и друге серије, односно Заставе 10 је у томе што друга серије има веће фарове, другачију хаубу и предњу маску. Једина унапређења у односу на пунто јесу норма мотора „Евро 4” и савременија палета боја, усклађена с моделом гранде пунто. Застава 10 припада класи малих аутомобила и производила се у хечбек верзији само са петора врата.
У Крагујевцу је укупно произведено 4.224 аутомобила под називом Застава 10. Исти аутомобил се наставио производити, али под старим именом пунто.

### Опрема
Била је доступна са пет различитих пакета опреме: Standard, Standard+, Comfort, Dynamic и Impressionante.
| Пакети                                                       | Standard | Standard+ | Comfort | Dynamic | Impressionante |
| ------------------------------------------------------------ | -------- | --------- | ------- | ------- | -------------- |
| Стандардна опрема                                            |          |           |         |         |                |
| Хидраулични дуал-дриве серво управљач                        | *        | *         | *       | *       | *              |
| АИР БАГ за возача                                            | *        | *         | *       | *       | *              |
| Подешавање фарова по висини                                  | *        | *         | *       | *       | *              |
| CODE кључ                                                    | *        | *         | *       | *       | *              |
| ФПС систем                                                   | *        | *         | *       | *       | *              |
| Оборив наслон задњег седишта                                 | *        | *         | *       | *       | *              |
| Подесиви предњи сигурносни појасеви са везивањем у три тачке | *        | *         | *       | *       | *              |
| Отварање пртљажника из путничког простора                    | *        | *         | *       | *       | *              |
| Преносна пепељара на централном тунелу                       | *        | *         | *       | *       | *              |
| Пепељара на централној конзоли                               | *        | *         | *       | *       | *              |
| Упаљач                                                       | *        | *         | *       | *       | *              |
| Гашење светла у путничком простору са задршком               | *        | *         | *       | *       | *              |
| Треће високо стоп светло                                     | *        | *         | *       | *       | *              |
| Челичне фелне 14" са украсним поклопцима                     | *        | *         | *       | *       | *              |
| Резервни точак                                               | *        | *         | *       | *       | *              |
| Додатна опрема                                               |          |           |         |         |                |
| Клима уређај                                                 |          |           |         | *       | *              |
| АБС + ЕБД                                                    |          |           |         |         | *              |
| Електрични подизачи стакала и централна брава                |          |           | *       | *       | *              |
| Предња светла за маглу                                       |          |           | *       | *       | *              |
| АИР БАГ за сувозача                                          |          |           |         | *       | *              |
| Подесив управљач и седиште                                   |          |           | *       | *       | *              |
| Задњи наслони                                                |          |           |         | *       | *              |
| Задњи појасеви                                               |          |           |         | *       | *              |
| Дељив наслон задњег седишта 1/3-2/3                          |          |           |         |         | *              |
| Браници у боји возила                                        |          | *         | *       | *       | *              |
| Предиспозиција за радио са антеном и 6 звучника              | *        | *         | *       | *       | *              |
| Путни рачунар и обртомер                                     | *        | *         | *       | *       | *              |
| Металик боја                                                 | *        | *         | *       | *       | *              |
| Цена са ПДВ-ом (у еврима)                                    | 8.494    | 8.594     | 8.932   | 9.866   | 10.309         |
| Цена са актуелним попустом и ПДВ-ом (у еврима)               | 7.920    | 8.020     | 8.358   | 8.882   | 9.325          |

Производила се у следећим бојама: вулкан црвена металик, беж металик, светлоплава металик, светлосива металик, црна металик, тамноплава металик и бела.
У кабини има довољно места за четири одрасла путника, а пртљажник је један од највећих у класи од скоро 300 литара, а са обореним задњим седиштима на располагању је максимални товарни простор од 1.080 литара. Поред пристојног пртљажника Застава 10 нуди и пуно места за одлагање ствари у кабини.

## Мотор
Производио се само један бензински мотор од 1242 cm³, 60 КС и петостепеним мануелним мењачем.